# Kongeslottet i Warszawa
Kongeslottet i Warszawa (polsk Zamek Królewski) er et barokslot og et af Warszawas mest berømte landemærker. Det ligger ved Slotspladsen ved indgangen til den gamle by og har over 500.000 besøgende hvert år. Slottet er sammen med hele den gamle by i Warszawa indskrevet på UNESCOs liste over verdens kulturarv.
Slottet var den officielle residens for de polske monarker fra 1596 og frem til landets tredje deling i 1795. Det var også sæde for Sejmen og Senatet. Det var her, Europas første (og verdens anden) grundlov blev vedtaget den 3. maj 1791. Mellem 1926 og 2. verdenskrig var slottet sæde for den polske præsident. 
I sin flere hundredårige historie er slottet mange gange blevet skadet og plyndret af svenske, brandenburgske, tyske og russiske hære. Slottet blev delvis ødelagt af tyske bomber under invasionen af Polen og blev stærkt skadet af tyskerne under Warszawaopstanden. Det, som var tilbage, blev sprængt i luften af tyske ingeniører september 1944. 
En storstilet rekonstruktion begyndte tidligt i 1970'erne, og det genopbyggede slot er i dag en gren af Nationalmuseet og bruges i ceremonielle sammenhænge. Under belejringen af Warszawa i 1939 blev mange kunstværker, som befandt sig på slottet, skjult i en række kældre rundt omkring i byen og overlevede på den måde krigen.
52°14′52″N 21°00′51″Ø / 52.24778°N 21.01417°Ø